# Mentona
La mentona (nom IUPAC: 2-isopropil-5-metilciclohexanona) és un compost orgànic present a la naturalesa, amb la fórmula C10H18O. Presenta quatre estereoisòmers, dels quals el (2S,5R) o l-mentona és el més abundant a la natura. Es troba de forma minoritària en diversos olis essencials. La mentona s'utilitza en aromatitzants, perfums i cosmètics per la seva característica olor aromàtica i mentolada.

## Estructura i preparació
La 2-isopropil-5-metilciclohexanona té dos centres de carboni asimètrics, el que significa que pot tenir quatre estereoisòmers diferents: (2S,5S), (2R,5S), (2S,5R) i (2R,5R). Els estereoisòmers S,S i R,R tenen els grups metil i isopropil situats al mateix costat de l'anell ciclohexà: l'anomenada conformació cis. Aquests estereoisòmers s'anomenen isomentona. Els isòmers trans es diuen mentona. Com que l'isòmer (2S,5R) té rotació òptica negativa, s'anomena l-mentona o (-)-mentona. És la parella enantiomèrica de l'isòmer (2R,5S): (+)- o d-mentona. La mentona es pot convertir fàcilment en isomentona i viceversa mitjançant una reacció d'epimerització reversible mitjançant un intermedi enol, que canvia la direcció de la rotació òptica, de manera que la l-mentona es converteix en d-isomentona i la d-mentona es converteix en l-isomentona.
Al laboratori, es pot preparar l-mentona mitjançant l'oxidació del mentol amb dicromat acidificat. Si l'oxidació de l'àcid cròmic es realitza amb oxidant estequiomètric en presència d'èter dietílic com a co-dissolvent, un mètode introduït per H.C. Brown, s'evita en gran manera l'epimerització de la l-mentona a d-isomentona. Si la mentona i l'isomentona s'equilibren a temperatura ambient, el contingut d'isomentona arribarà al 29%. La l-mentona pura té un aroma net i intensament humit. Per contra, la d-isomentona té una nota «verda», els nivells elevats de la qual perjudiquen la qualitat de l'olor de la l-mentona.